# Rafael Jambeiro
Rafael Jambeiro là một đô thị thuộc bang Bahia, Brasil. Đô thị này có diện tích 1234,248 km², dân số năm 2007 là 21589 người, mật độ 17,49 người/km².